# 格雷訥角
格雷訥角（英語：Greene Point），是南極洲的海岬，位於維多利亞地的博克格雷溫克海岸，處於安德拉斯角東北面13公里，美國地質調查局根據測量和美國海軍拍攝的空中照片繪入地圖，現時由南極條約體系管理。